# ハロウィーンの黙示録
「ハロウィーンの黙示録」（ハロウィーンのもくしろく、原題："The Halloween Apocalypse"）は、イギリスのSFドラマ『ドクター・フー』の第13シリーズ第1話であり、Doctor Who: Flux として知られる六部作エピソードの第1部。2021年10月31日にBBC Oneで最初に放送された。脚本はショーランナーであり製作総指揮のクリス・チブナル、監督はジェイミー・マグナス・ストーンが担当した。
本作では13代目ドクター（演：ジョディ・ウィテカー）とヤズミン・カーン（演：マンディップ・ギル）、および新コンパニオンのダン・ルイス（演：ジョン・ビショップ）が登場する。敵役としてはソンターランと嘆きの天使が再登場した。

## 制作
「ハロウィーンの黙示録」はショーランナー兼製作総指揮のクリス・チブナルにより執筆された。本作ではシリーズで繰り返し登場するエイリアンであるソンターランと嘆きの天使が再登場した。
第13シリーズはジョディ・ウィテカーが13代目ドクター役を演じる3番目のシリーズである。マンディップ・ギルもヤズミン・カーン役で再出演した。ジョン・ビショップはダン・ルイス役で本作から『ドクター・フー』に加わることとなった。本エピソードのゲスト俳優としては、アナベル・スコリー、ロケンダ・サンダル、サム・スプルエル、クレイグ・エルス、スティーヴ・オラム、ナディア・アルビナ、ジョナサン・ワトソンがいる。
第12シリーズで4エピソードの監督を担当したジェイミー・マグナス・ストーンは、第13シリーズの第1ブロックを監督した。第1ブロックは第13シリーズの第1話、第2話、第4話からなる。撮影は当初2020年9月が予定されていたが、新型コロナウイルス感染症の世界的流行の影響のため、最終的に2020年11月に延期された。

## 放送
| 専門評論家によるレビュー | 専門評論家によるレビュー |
| レビュー・スコア         | レビュー・スコア         |
| 出典                     | 評価                     |
| ------------------------ | ------------------------ |
| Evening Standard         | [ 10 ]                   |
| ラジオ・タイムズ         | [ 11 ]                   |
| The A.V. Club            | B                        |
| インデペンデント         | [ 13 ]                   |
| ザ・テレグラフ           | [ 14 ]                   |

### 放送
「ハロウィーンの黙示録」は Flux と題された六部作の物語の第1部として2021年10月31日に放送された。アメリカ合衆国では、BBC Oneでの放送と同時にBBCアメリカで放送された。当日BBCアメリカで放送された「エクステンデッドカット」は、コマーシャルメッセージを入れるために最初の放送で編集された2分間の内容を追加したものであった。
日本では2022年10月25日にHuluでの第13シリーズの配信が報じられ、11月3日より第2話「ソンターラン現る」および第3話「ポストフラックス」と共に配信が開始された。日本語字幕版のみであり、吹替版の配信は無い。

### レーティング
「ハロウィーンの黙示録」の一晩の視聴者数は443万人で、視聴占拠率は26.9%であった。これは、その夜にイギリスで放送された番組としては2番目に多く視聴されたことを意味する。Audience Appreciation Index の値は76であった。7日以内の視聴者数の合計数は581万人に上り、その週の番組で9番目に多く視聴されたものとなった。BBCアメリカの本放送では33万9000人の視聴者が視聴し、後の晩の放送では27万7000人を記録した。